# Ovest selvaggio
Ovest selvaggio (Wild Times) è una miniserie televisiva statunitense in 2 puntate trasmesse per la prima volta nel 1980.
È una miniserie del genere western incentrata sulle vicende di Hugh Cardiff, cowboy e star del circo Wild West Show realmente esistito e divenuto anche personaggio letterario.

## Personaggi e interpreti
- Hugh Cardiff (2 puntate), interpretato da, interpretato da Sam Elliott.
- Doc Bogardus (2 puntate), interpretato da, interpretato da Ben Johnson.
- Vern Tyree (2 puntate), interpretato da, interpretato da Bruce Boxleitner.
- Libby Tyree (2 puntate), interpretato da, interpretato da Penny Peyser.
- Caleb Rice (2 puntate), interpretato da, interpretato da Timothy Scott.
- Doc Holliday (2 puntate), interpretato da, interpretato da Dennis Hopper.
- Jeannette Fowler (2 puntate), interpretato da, interpretato da Trish Stewart.
- Fitz Bragg (2 puntate), interpretato da, interpretato da Harry Carey Jr..
- Joe McBride (2 puntate), interpretato da, interpretato da Buck Taylor.
- Bob Halburton (2 puntate), interpretato da, interpretato da Pat Hingle.
- Ibran (2 puntate), interpretato da, interpretato da Geno Silva.

## Produzione
La miniserie fu prodotta da Rattlesnake Productions e Metromedia Producers Corporation e girata nel Nuovo Messico. Le musiche furono composte da Jerrold Immel. Il regista è Richard Compton.

### Sceneggiatori
Tra gli sceneggiatori sono accreditati:
- Don Balluck in 2 episodi
- Brian Garfield in 2 episodi

## Distribuzione
La serie fu trasmessa negli Stati Uniti dal 24 gennaio 1980. In Italia è stata trasmessa con il titolo Ovest selvaggio.
Alcune delle uscite internazionali sono state:
- in Svezia il 20 giugno 1981 (Vilda tider)
- in Francia (La cible)
- in Finlandia (Wild times - hurja villi länsi)
- in Italia (Ovest selvaggio)